# امامزاده سید حمزه (تبریز)
امامزاده سید حمزه در محله سرخاب و ضلع جنوب شرقی تقاطع خیابان ثقةالاسلام و خیابان عارف، در ضلع غربی بنای یادمان مقبرةالشعرا قرار دارد.
مجموعه سید حمزه عبارت از صحن نسبتاً وسیعی است که در سمت جنوب آن مقبره و در سمت مشرق و شمال آن محل تدریس و حجرات طلاب علوم دینی قرار دارد. در بالای سردر، سنگ نبشته مرمرین دیگری نصب شده که مربوط به زمان قاجار و تاریخ ۱۲۷۹ هجری است و حاکی از مرمت بنا توسط حاجی رستم‌بیگ در این سال است.

## ویژگی‌های بنا

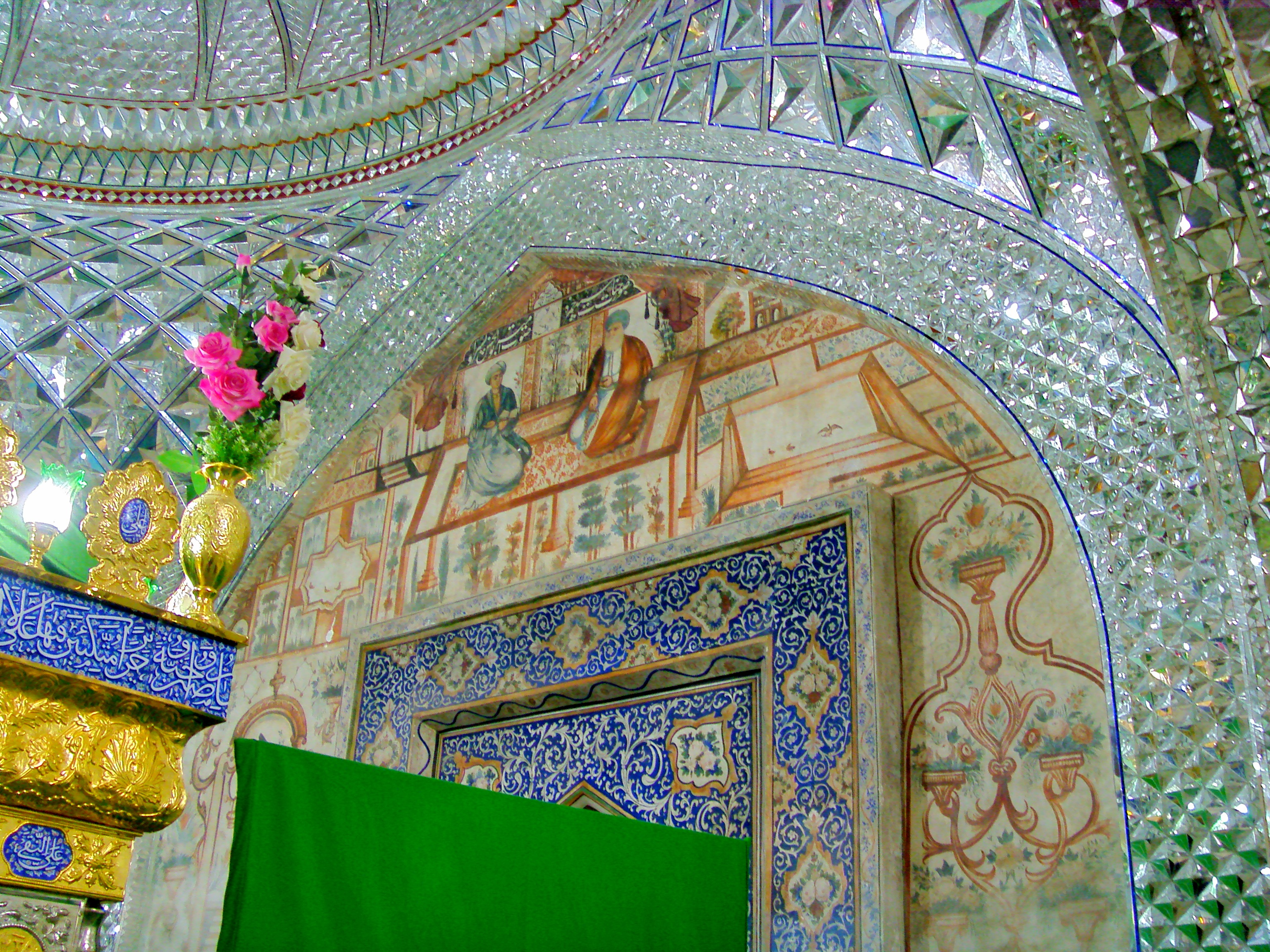
تصویر نقاشی شدهٔ سید حمزه و فرزندش سید حسین

تاریخ بنای نخستین بقعه سال ۷۱۴ هجری قمری یعنی سال درگذشت امامزاده سید حمزه است. نام و کنیه امامزاده، ابوالحسن حمزه بن حسن بن محمد است که با شانزده واسطه نسبش به موسی کاظم می‌رسد. بنای اولیه در این سال توسط فرزندش سید حسین بر تربت وی احداث گردید. تصویر سید حمزه و فرزندش سید حسین در بالای ضریح امامزاده نقاشی شده است.
از جمله تزئینات حرم آئینه‌کاری بالای قبر امامزاده است که با کتیبه‌ای به خط نستعلیق زینت یافته است. چنان‌که از متن کتیبه استفاده می‌گردد، امیر علی اکبرخانه میرپنجه فرزند پناه الحق پاشاخان و به مباشرت معتمد السلطان عادلخان این آئینه کاری در ماه جمادی‌الاول ۱۳۱۳ هجری قمری انجام داده است. بقعه دارای سردابه‌ای در طبقهٔ پایین ضریح است که قبر اصلی سید حمزه و پسرش میر ابوالحسن در آن قرار گرفته است.

## نگارخانه

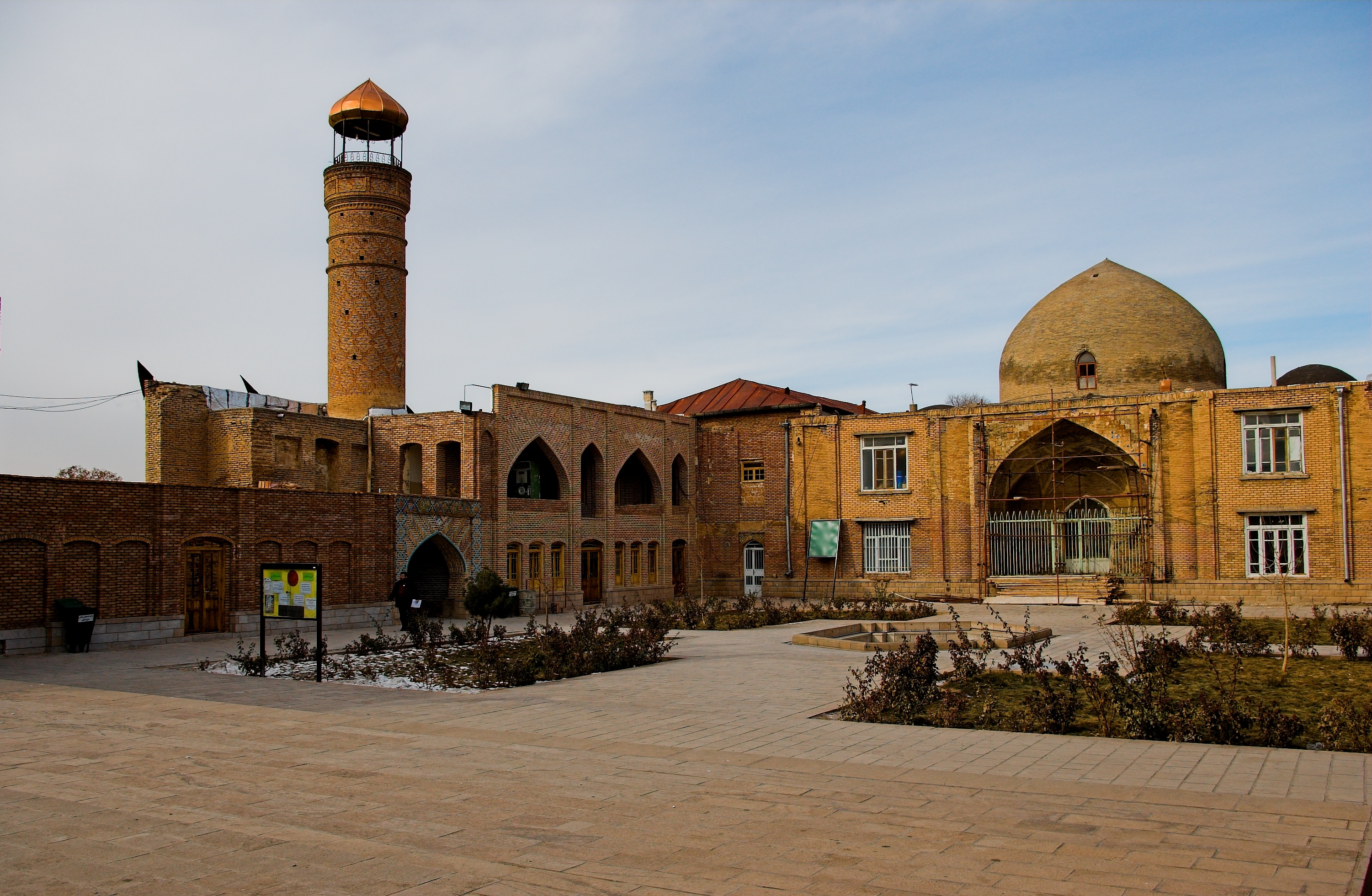
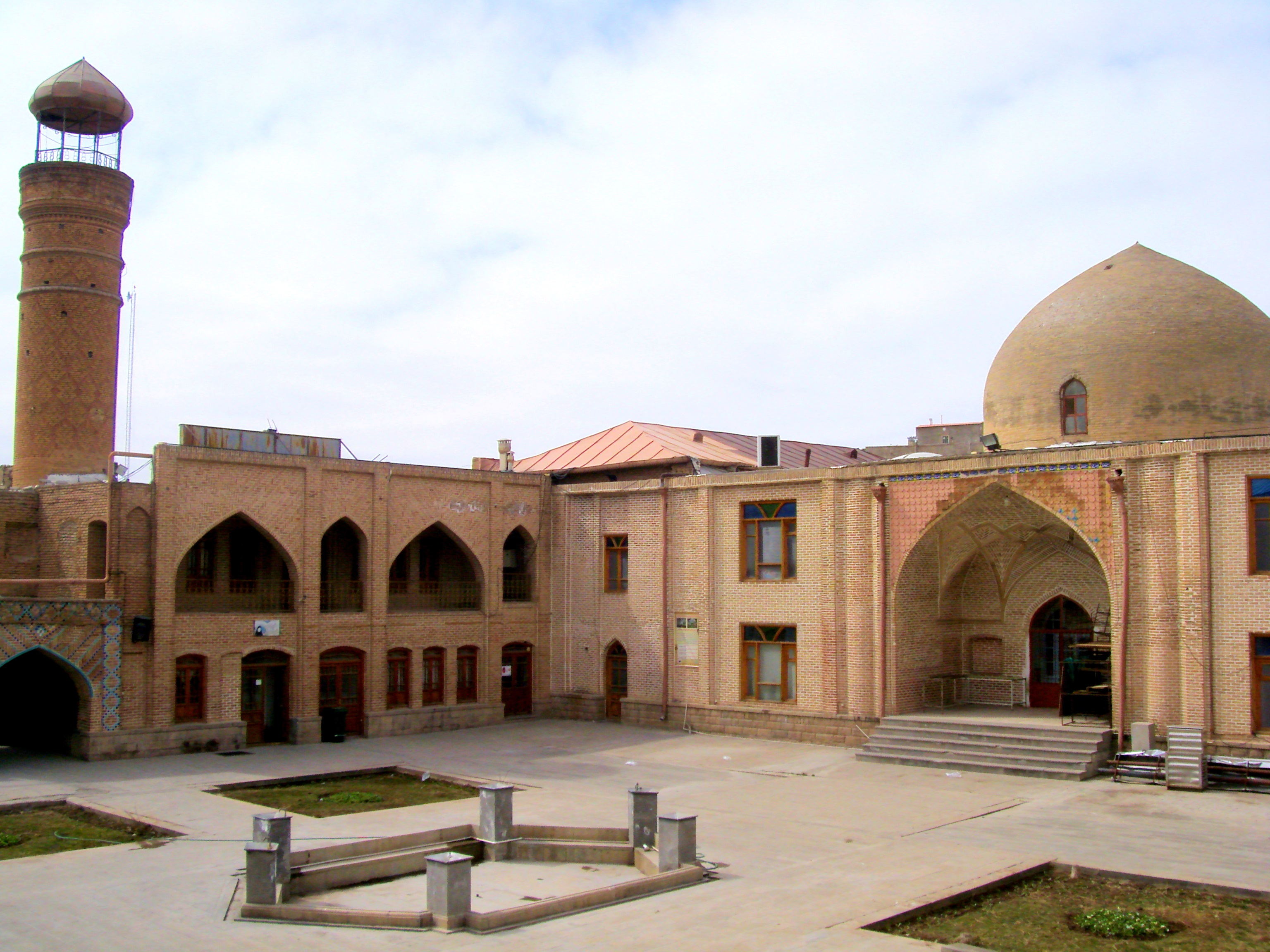
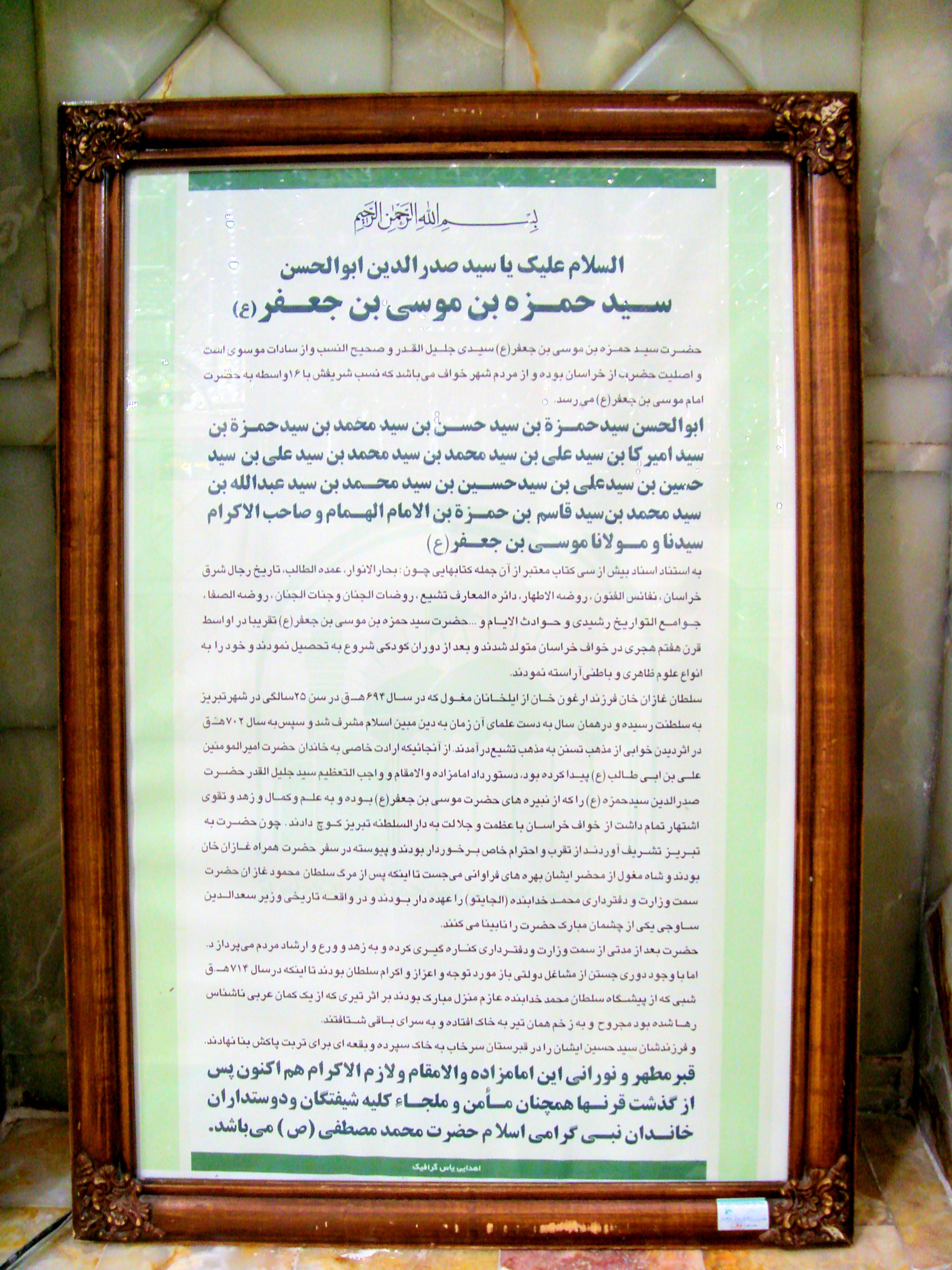
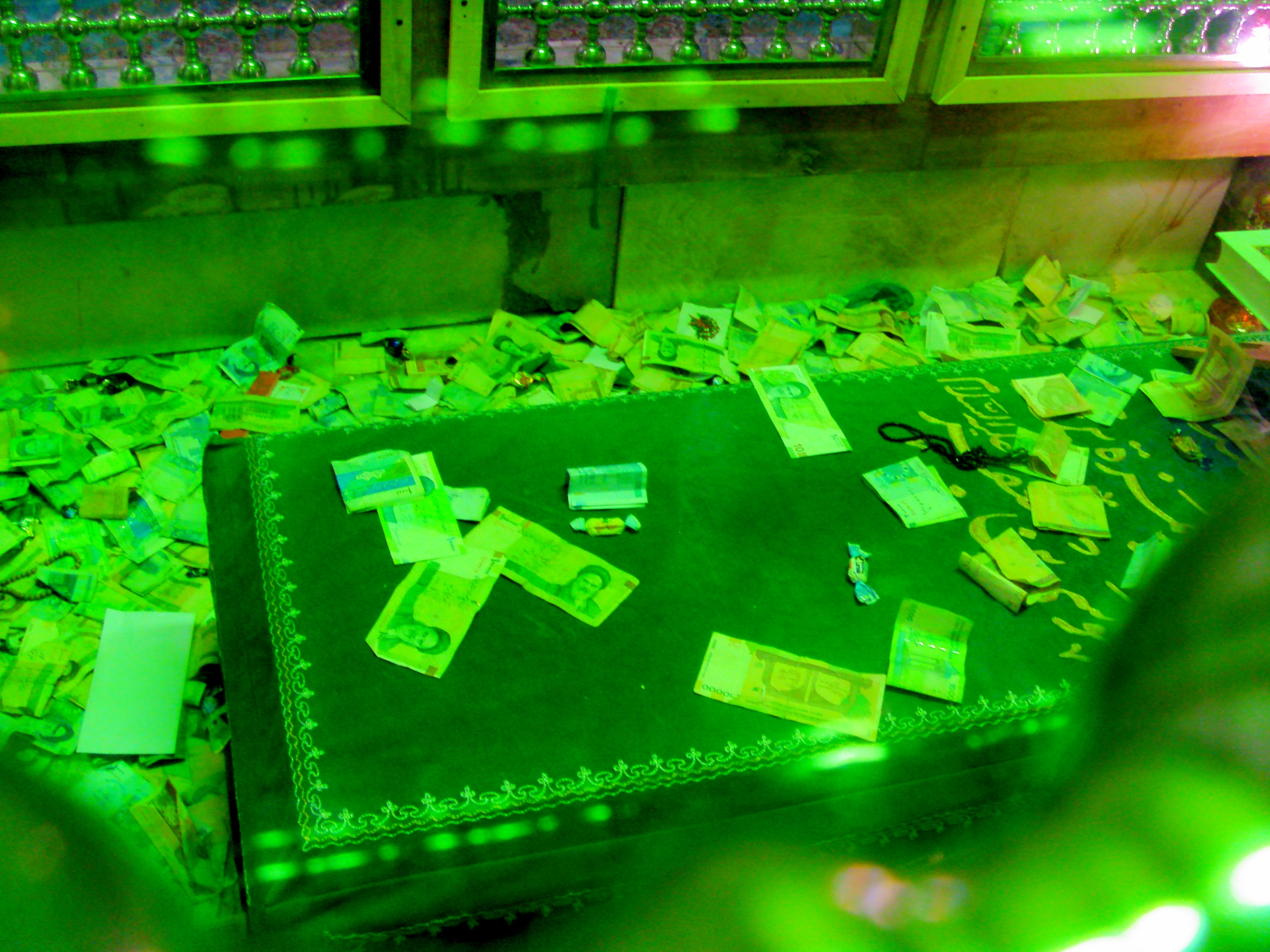
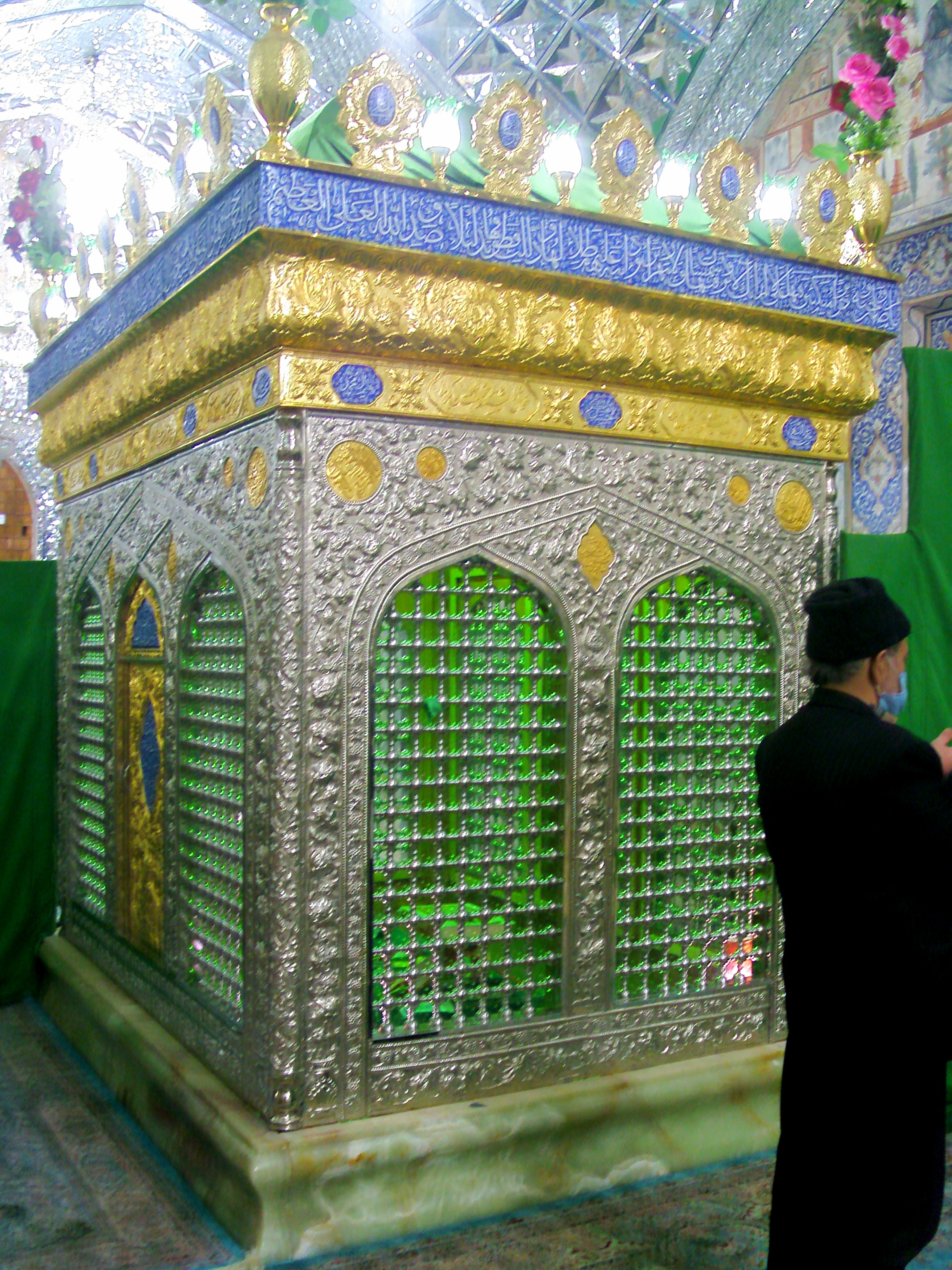
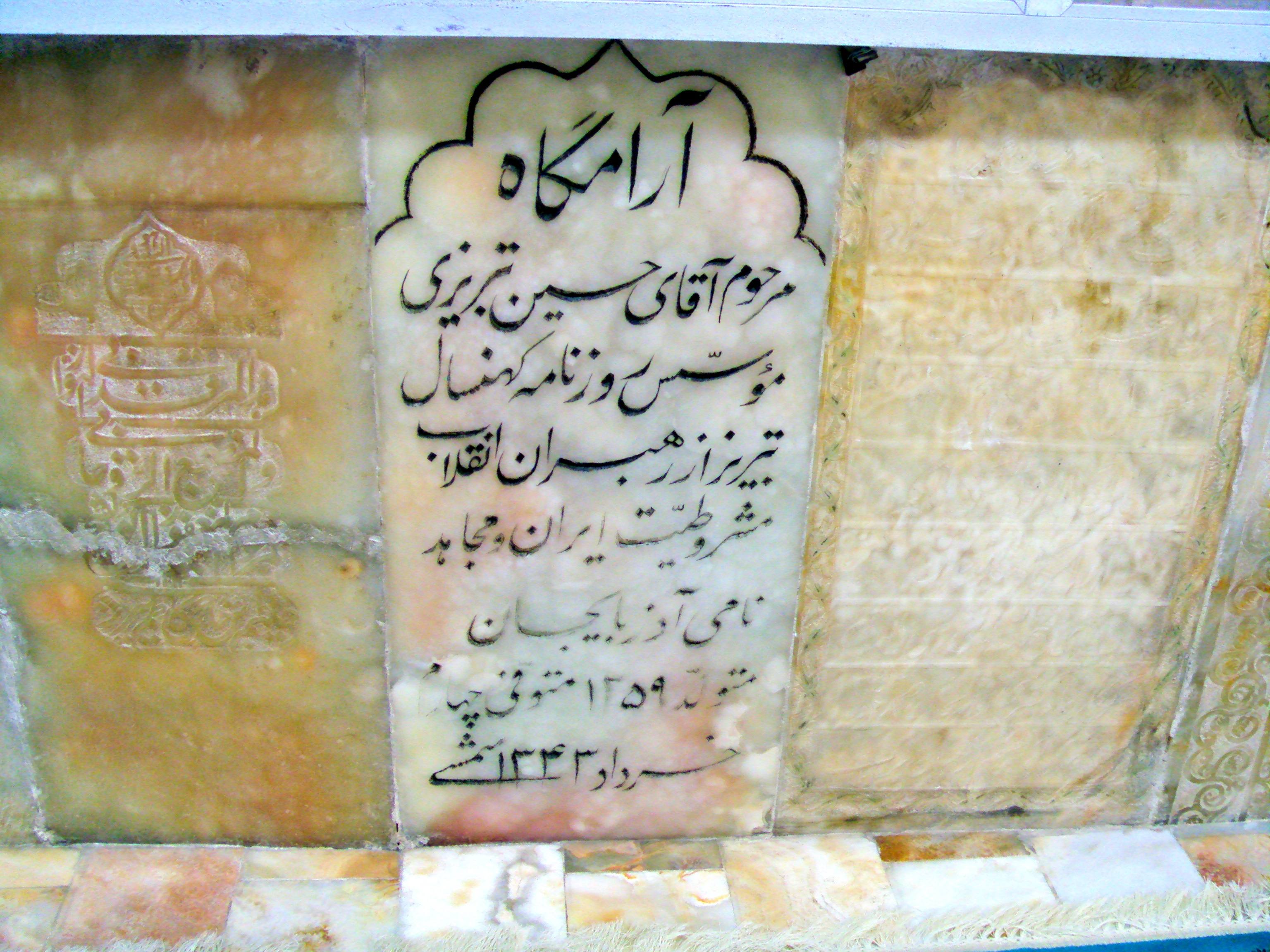
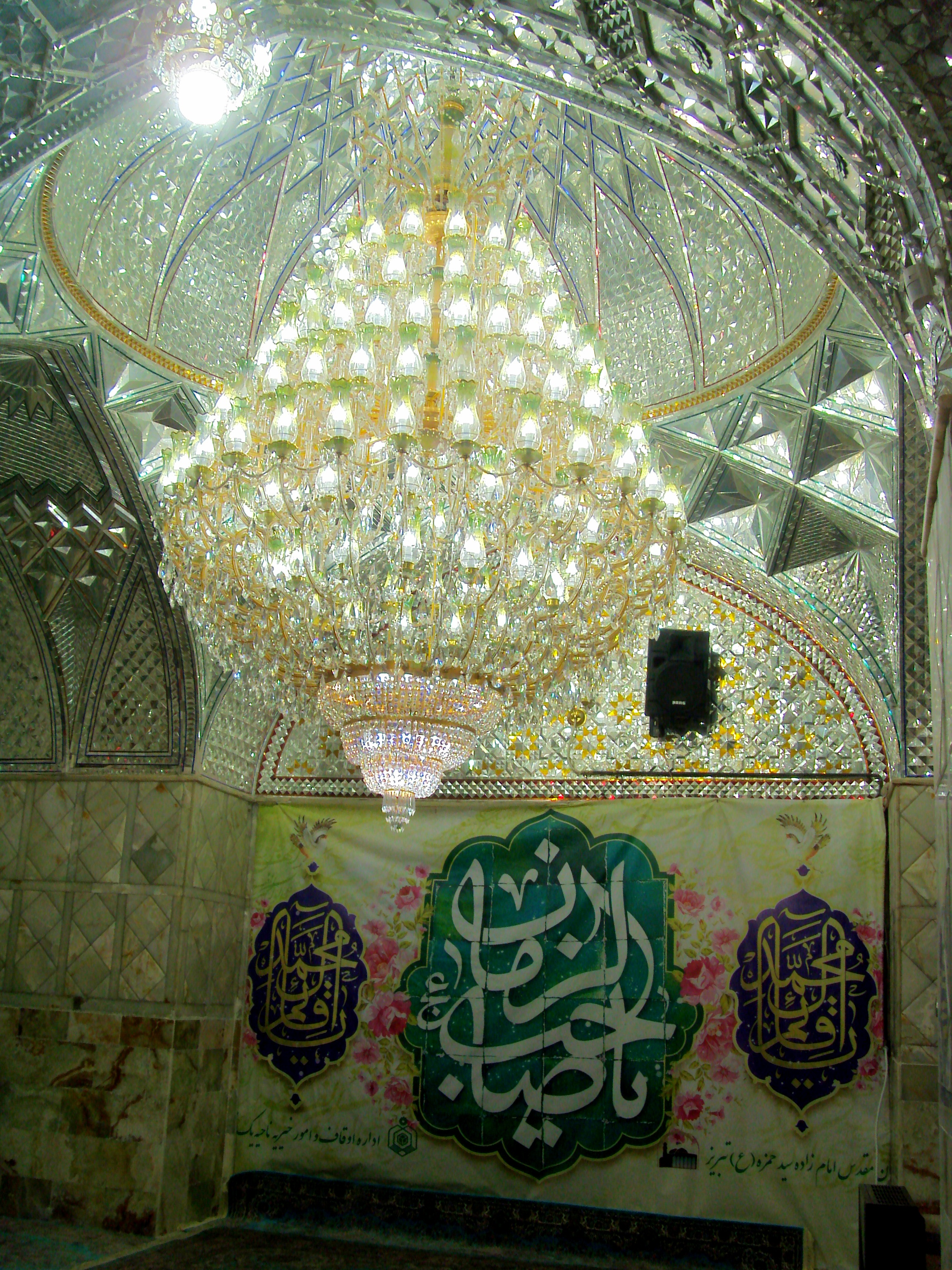